# Lauro Bordin
Lauro Bordin (* 7. Juli 1890 in Crespino; † 19. Mai 1963 in Mailand) war ein italienischer Radrennfahrer.

## Sportliche Laufbahn
1910 wurde Bordin Berufsfahrer und Sieger im Eintagesrennen Imola–Piacenza–Imola sowie in der Piemont-Rundfahrt. Er gewann drei Etappen im Giro d’Italia: 1911, 1912 und 1913 konnte er jeweils einen Tagesabschnitt für sich entscheiden. Sein bedeutendster Erfolg in einem Rennen der Monumente des Radsports war sein Sieg in Lombardei-Rundfahrt 1914 vor Giuseppe Azzini. Weitere Siege gelangen ihm in den Rennen Giro del Polesine 1913, Corsa Territoriali und Coppa Lugano 1915 und Mailand–Varese 1918. 1913 wurde er italienischer Vize-Meister im Straßenrennen hinter Constante Girardengo. Zweite Plätze belegte er in den Rennen Milano–Modena und Gran Premio Roma 1918 und im Etappenrennen Rom–Neapel–Rom 1920.
Den Giro d’Italia bestritt er elfmal. Sechsmal schied er aus, 1911 wurde er 17., 1913 17., 1919 8., 1921 16. der Gesamteinzelwertung. Zwischen 1911 und 1922 war er viermal am Start der Tour de France, beendete aber keine der Rundfahrten. 1925 trat er vom Radsport zurück.